# دنباسار
دِنْبَاسَار (بالإنجليزية: Denpasar)‏ هي مدينة تقع في إندونيسيا في بالي. يقدر عدد سكانها بـ 834,881 نسمة ومساحتها 123.98 كم2 وترتفع عن سطح البحر 4 متر.

## المناخ
يظهر الجدول التالي التغييرات المناخية على مدار السنة لدنباسار:
| البيانات المناخية لـدنباسار       | البيانات المناخية لـدنباسار | البيانات المناخية لـدنباسار | البيانات المناخية لـدنباسار | البيانات المناخية لـدنباسار | البيانات المناخية لـدنباسار | البيانات المناخية لـدنباسار | البيانات المناخية لـدنباسار | البيانات المناخية لـدنباسار | البيانات المناخية لـدنباسار | البيانات المناخية لـدنباسار | البيانات المناخية لـدنباسار | البيانات المناخية لـدنباسار | البيانات المناخية لـدنباسار |
| الشهر                             | يناير                       | فبراير                      | مارس                        | أبريل                       | مايو                        | يونيو                       | يوليو                       | أغسطس                       | سبتمبر                      | أكتوبر                      | نوفمبر                      | ديسمبر                      | المعدل السنوي               |
| --------------------------------- | --------------------------- | --------------------------- | --------------------------- | --------------------------- | --------------------------- | --------------------------- | --------------------------- | --------------------------- | --------------------------- | --------------------------- | --------------------------- | --------------------------- | --------------------------- |
| متوسط درجة الحرارة الكبرى °م (°ف) | 33.0 (91.4)                 | 33.4 (92.1)                 | 33.6 (92.5)                 | 34.4 (93.9)                 | 33.1 (91.6)                 | 31.4 (88.5)                 | 30.4 (86.7)                 | 29.6 (85.3)                 | 31.4 (88.5)                 | 33.6 (92.5)                 | 32.7 (90.9)                 | 33.0 (91.4)                 | 32.5 (90.4)                 |
| المتوسط اليومي °م (°ف)            | 28.6 (83.5)                 | 28.8 (83.8)                 | 28.8 (83.8)                 | 29.6 (85.3)                 | 28.6 (83.5)                 | 27.4 (81.3)                 | 26.7 (80.1)                 | 26.1 (79.0)                 | 27.1 (80.8)                 | 28.6 (83.5)                 | 28.1 (82.6)                 | 28.2 (82.8)                 | 28.1 (82.5)                 |
| متوسط درجة الحرارة الصغرى °م (°ف) | 24.1 (75.4)                 | 24.2 (75.6)                 | 24.0 (75.2)                 | 24.8 (76.6)                 | 24.1 (75.4)                 | 23.5 (74.3)                 | 23.0 (73.4)                 | 22.5 (72.5)                 | 22.9 (73.2)                 | 23.7 (74.7)                 | 23.5 (74.3)                 | 23.5 (74.3)                 | 23.6 (74.6)                 |
| الهطول مم (إنش)                   | 345 (13.6)                  | 274 (10.8)                  | 234 (9.2)                   | 88 (3.5)                    | 93 (3.7)                    | 53 (2.1)                    | 55 (2.2)                    | 25 (1.0)                    | 47 (1.9)                    | 63 (2.5)                    | 179 (7.0)                   | 276 (10.9)                  | 1٬732 (68.4)                |
| متوسط أيام هطول الأمطار           | 19                          | 17                          | 14                          | 10                          | 6                           | 5                           | 4                           | 3                           | 2                           | 6                           | 11                          | 17                          | 114                         |
| متوسط الرطوبة النسبية (%)         | 85                          | 85                          | 85                          | 85                          | 80                          | 80                          | 80                          | 80                          | 80                          | 80                          | 85                          | 85                          | 83                          |
| المصدر: Weatherbase               |                             |                             |                             |                             |                             |                             |                             |                             |                             |                             |                             |                             |                             |

## توأمة
لدنباسار اتفاقيات توأمة مع كل من:
- جورج تاون
- بوكيت
- مدينة فيراكروز

## أعلام
- غافين كوان
- تامي جريندي
- جوي الكسندر
- جوني أسادوما
- لونا مايا
- آري سميت